# Football Club La Chaux-de-Fonds 2017-2018
Questa voce raccoglie le informazioni riguardanti il Football Club La Chaux-de-Fonds nelle competizioni ufficiali della stagione 2017-2018.

## Stagione
Nella stagione 2017-2018 il La Chaux-de-Fonds, allenato da Christophe Caschili, concluse il campionato di Promotion League al 15º posto.

## Rosa
| N. |                     | Ruolo | Calciatore            |
| -- | ------------------- | ----- | --------------------- |
| 1  | Svizzera (bandiera) | P     | Alois Massari         |
| 2  | Svizzera (bandiera) | D     | Abdallah Manai        |
| 2  | Svizzera (bandiera) | C     | Dario Indino          |
| 3  | Svizzera (bandiera) | D     | Elbasan Dzeljadini    |
| 4  | Francia (bandiera)  | C     | Bertrand N'Dzomo      |
| 5  | Francia (bandiera)  | D     | Maxime Josse          |
| 6  | Svizzera (bandiera) | C     | Gentian Demolli       |
| 7  | Svizzera (bandiera) | A     | Luther-King Adjei     |
| 8  | Spagna (bandiera)   | C     | Parapar               |
| 9  | Svizzera (bandiera) | A     | Mylord Kasaï          |
| 10 | Italia (bandiera)   | C     | Fabio Lo Vacco        |
| 11 | Svizzera (bandiera) | C     | Adrien Zbinden        |
| 13 | Svizzera (bandiera) | D     | Léo Farine            |
| 13 | Svizzera (bandiera) | C     | Ludovic Grossenbacher |
| 14 | Svizzera (bandiera) | D     | Mehdi Challandes      |

| N. |                     | Ruolo | Calciatore             |
| -- | ------------------- | ----- | ---------------------- |
| 15 | Francia (bandiera)  | D     | Jimmy Frossard         |
| 16 | Italia (bandiera)   | C     | Stefane Rauti          |
| 18 | Svizzera (bandiera) | C     | Maël Graf              |
| 18 | Liberia (bandiera)  | A     | George Weah            |
| 19 | Svizzera (bandiera) | A     | Roberto Zingarelli     |
| 20 | Svizzera (bandiera) | A     | Arnaud Puemi           |
| 22 | Francia (bandiera)  | P     | Alexandre Martinovic   |
| 23 | Svizzera (bandiera) | P     | Quentin Bolliger       |
| 23 | Francia (bandiera)  | D     | Jordan Diakiese        |
| 24 | Svizzera (bandiera) | C     | Hugo Doutaz            |
| 25 | Svizzera (bandiera) | D     | Jospin Edoh            |
| 30 | Svizzera (bandiera) | P     | Ryan Maranesi          |
|    | Angola (bandiera)   | C     | Jerry Obova            |
|    | Svizzera (bandiera) | C     | Cristian Ramirez Alves |

## Organigramma societario
Area tecnica
- Allenatore: Christophe Caschili
- Allenatore in seconda:
- Preparatore dei portieri:
- Preparatori atletici:

## Calciomercato

### Sessione estiva
| Acquisti | Acquisti         | Acquisti             | Acquisti |
| R.       | Nome             | da                   | Modalità |
| -------- | ---------------- | -------------------- | -------- |
| C        | Jerry Obova      | Xamax Neuchâtel II   |          |
| D        | Mehdi Challandes | Yverdon              |          |
| D        | Jordan Diakiese  | Strumska Slava       |          |
| C        | Valentin Hayoz   | Bassecourt           |          |
| A        | Mylord Kasaï     | Köniz                |          |
| C        | Bertrand N'Dzomo | Le Mont              |          |
| A        | Arnaud Puemi     | Portalban/Gletterens |          |

| Cessioni | Cessioni              | Cessioni             | Cessioni |
| R.       | Nome                  | a                    | Modalità |
| -------- | --------------------- | -------------------- | -------- |
| D        | Fidan Prekazi         | St. Imier            |          |
| C        | Meriton Halimi        | Le Locle             |          |
| P        | Angelo Meneses-Araujo | Portalban/Gletterens |          |

### Sessione invernale
| Acquisti | Acquisti           | Acquisti             | Acquisti |
| R.       | Nome               | da                   | Modalità |
| -------- | ------------------ | -------------------- | -------- |
| D        | Léo Farine         | Xamax Neuchâtel      |          |
| D        | Jospin Edoh        | Portalban/Gletterens |          |
| C        | Stefane Rauti      | Yverdon              |          |
| A        | Roberto Zingarelli | Breitenrain          |          |

| Cessioni | Cessioni       | Cessioni      | Cessioni |
| R.       | Nome           | a             | Modalità |
| -------- | -------------- | ------------- | -------- |
| D        | Maël Erard     | Le Locle      |          |
| C        | Valentin Hayoz | Delémont      |          |
| D        | Julien Pretot  | Stade Payerne |          |

## Risultati

### Promotion League
| Arbitro: | Ghisletta |

|                         |           |           |
| Mäder 55’ Miljković 58’ | Marcatori | 52’ Adjei |

| Arbitro: | Dégallier |

|                                         |           |  |
| Wüthrich 25’ Adjei 42’ Kasaï 77’ (rig.) | Marcatori |  |

| Arbitro: | Gianforte |

|            |           |           |
| Pululu 50’ | Marcatori | 56’ Adjei |

| Arbitro: | Jancevski |

|                |           |                      |
| Kasaï 26’, 72’ | Marcatori | 36’ (rig.) Keranovic |

| Arbitro: | Rothenfluh |

|                             |           |  |
| Yartey 33’ (rig.) Pinga 90’ | Marcatori |  |

| Arbitro: | Cibelli |

|            |           |           |
| Herger 47’ | Marcatori | 90’ Adjei |

| Arbitro: | Schärli |

|                    |           |  |
| Kasaï 5’ Erard 86’ | Marcatori |  |

| Arbitro: | Turkes |

|            |           |           |
| Ahmeti 66’ | Marcatori | 86’ Vacco |

| Arbitro: | Hänggi |

|           |           |                                      |
| Adjei 45’ | Marcatori | 25’ Deschenaux 75’ Eleouet 82’ Cissé |

| Arbitro: | Horisberger |

|               |           |           |
| Aliu 22’, 66’ | Marcatori | 12’ Vacco |

| Arbitro: | Huber |

|                                    |           |                         |
| Wüthrich 60’ Adjei 78’ Parapar 87’ | Marcatori | 8’ Gauthier 23’ Alvarez |

| Arbitro: | Ghisletta |

|                                     |           |              |
| Šabanović 79’ Ivić 88’ Abegglen 90’ | Marcatori | 69’ Wüthrich |

| Arbitro: | Dégallier |

|  |           |              |
|  | Marcatori | 21’ Makshana |

| Arbitro: | Roth |

|                                                 |           |             |
| Seferagic 36’ (rig.) Chihadeh 67’ Sulejmani 86’ | Marcatori | 59’ Parapar |

| Arbitro: | Hänggi |

|           |           |  |
| Adjei 68’ | Marcatori |  |

#### Girone di ritorno
| Arbitro: | Superczynski |

|                                      |           |         |
| Parapar 11’, 30’ Kasaï 35’, 80’, 83’ | Marcatori | 7’ Cruz |

| Arbitro: | Rothenfluh |

|                                  |           |                   |
| Konopek 13’ Colic 25’ Ciftci 50’ | Marcatori | 25’ Grossenbacher |

| Arbitro: | Brunner |

|  |           |                        |
|  | Marcatori | 27’ Liechti 89’ Pululu |

| Arbitro: | Schärli |

|                            |           |                |
| Causi 15’ Colocci 34’, 53’ | Marcatori | 75’ Zingarelli |

| La Chaux-de-Fonds 25 aprile 2018, ore 19:30 CEST 20ª giornata | La Chaux-de-Fonds | 1 – 1 referto    | Sion II | Stadio di la Charrière (140 spett.) |
| \| \| \| \| \| Vacco 9’ \| Marcatori \| 70’ (rig.) Costa \|   |                   |                  |         |                                     |
|                                                               |                   |                  |         |                                     |
| Vacco 9’                                                      | Marcatori         | 70’ (rig.) Costa |         |                                     |

| Arbitro: | Roth |

|  |           |                                          |
|  | Marcatori | 9’ (rig.) Giampà 26’ Müller 69’ Trachsel |

| Arbitro: | Borra |

|  |           |           |
|  | Marcatori | 90’ Josse |

| Arbitro: | Skalonja |

|  |           |              |
|  | Marcatori | 63’ Rietmann |

| Arbitro: | Superczynski |

|                      |           |  |
| Rushenguziminega 54’ | Marcatori |  |

| Arbitro: | Horisberger |

|           |           |             |
| Puemi 89’ | Marcatori | 90’ Rexhepi |

| Arbitro: | von Mandach |

|                               |           |                                   |
| Zeneli 44’ (rig.) Pimenta 53’ | Marcatori | 10’ Dzeljadini 15’ Kasaï 70’ Weah |

| Arbitro: | Turkes |

|                |           |                         |
| Adjei 75’, 76’ | Marcatori | 15’ Shala 59’ Šabanović |

| Arbitro: | Bosnic |

|                             |           |           |
| Makshana 21’, 28’ Miani 51’ | Marcatori | 51’ Kasaï |

| Arbitro: | Jancevski |

|           |           |                        |
| Puemi 14’ | Marcatori | 75’ Wiget 78’ Chihadeh |

| Arbitro: | Gianforte |

|                                   |           |           |
| Kok 33’ (rig.), 38’ Zambrella 35’ | Marcatori | 11’ Kasaï |

## Statistiche

### Statistiche di squadra
| Competizione     | Punti | In casa | In casa | In casa | In casa | In casa | In casa | In trasferta | In trasferta | In trasferta | In trasferta | In trasferta | In trasferta | Totale | Totale | Totale | Totale | Totale | Totale | DR  |
| Competizione     | Punti | G       | V       | N       | P       | Gf      | Gs      | G            | V            | N            | P            | Gf           | Gs           | G      | V      | N      | P      | Gf     | Gs     | DR  |
| ---------------- | ----- | ------- | ------- | ------- | ------- | ------- | ------- | ------------ | ------------ | ------------ | ------------ | ------------ | ------------ | ------ | ------ | ------ | ------ | ------ | ------ | --- |
| Promotion League | 30    | 15      | 6       | 3       | 6       | 22      | 20      | 15           | 2            | 3            | 10           | 15           | 30           | 30     | 8      | 6      | 16     | 37     | 50     | -13 |
| Totale           | 30    | 15      | 6       | 3       | 6       | 22      | 20      | 15           | 2            | 3            | 10           | 15           | 30           | 30     | 8      | 6      | 16     | 37     | 50     | -13 |

### Andamento in campionato
| Giornata  | 1  | 2 | 3 | 4 | 5 | 6 | 7 | 8 | 9 | 10 | 11 | 12 | 13 | 14 | 15 | 16 | 17 | 18 | 19 | 20 | 21 | 22 | 23 | 24 | 25 | 26 | 27 | 28 | 29 | 30 |
| --------- | -- | - | - | - | - | - | - | - | - | -- | -- | -- | -- | -- | -- | -- | -- | -- | -- | -- | -- | -- | -- | -- | -- | -- | -- | -- | -- | -- |
| Luogo     | T  | C | T | C | T | T | C | T | C | T  | C  | T  | C  | T  | C  | C  | T  | C  | T  | C  | C  | T  | C  | T  | C  | T  | C  | T  | C  | T  |
| Risultato | P  | V | N | V | P | N | V | N | P | P  | V  | P  | P  | P  | V  | V  | P  | P  | P  | N  | P  | V  | P  | P  | N  | V  | N  | P  | P  | P  |
| Posizione | 12 | 6 | 8 | 5 | 8 | 7 | 6 | 6 | 8 | 8  | 7  | 9  | 12 | 13 | 12 | 10 | 10 | 13 | 13 | 14 | 14 | 14 | 14 | 14 | 15 | 14 | 14 | 14 | 14 | 15 |

Legenda:

Luogo: C = Casa; T = Trasferta. Risultato: V = Vittoria; N = Pareggio; P = Sconfitta.

### Statistiche dei giocatori
| L. Adjei         | 25 | 9  | 4 | 1 |
| C. Alves         | 0  | 0  | 0 | 0 |
| S. Antunes       | 3  | 0  | 1 | 0 |
| Q. Bolliger      | 0  | 0  | 0 | 0 |
| M. Challandes    | 26 | 0  | 4 | 0 |
| G. Demolli       | 12 | 0  | 1 | 1 |
| J. Diakiese      | 22 | 0  | 6 | 0 |
| H. Doutaz        | 6  | 0  | 1 | 0 |
| E. Dzeljadini    | 17 | 1  | 6 | 0 |
| J. Edoh          | 10 | 0  | 3 | 0 |
| M. Erard         | 13 | 1  | 2 | 0 |
| L. Farine        | 9  | 0  | 0 | 1 |
| J. Frossard      | 21 | 0  | 6 | 0 |
| M. Graf          | 2  | 0  | 0 | 0 |
| L. Grossenbacher | 15 | 1  | 4 | 0 |
| V. Hayoz         | 11 | 0  | 2 | 0 |
| D. Indino        | 2  | 0  | 0 | 0 |
| M. Josse         | 12 | 1  | 1 | 0 |
| M. Kasaï         | 28 | 10 | 3 | 0 |
| A. Manai         | 1  | 0  | 0 | 0 |
| R. Maranesi      | 0  | 0  | 0 | 0 |
| A. Martinovic    | 20 | 0  | 2 | 0 |
| A. Massari       | 10 | 0  | 2 | 0 |
| B. N'Dzomo       | 29 | 0  | 6 | 0 |
| J. Obova         | 0  | 0  | 0 | 0 |
| P. Parapar       | 10 | 4  | 1 | 0 |
| J. Pretot        | 14 | 0  | 2 | 0 |
| A. Puemi         | 22 | 2  | 1 | 1 |
| S. Rauti         | 12 | 0  | 5 | 0 |
| F. Vacco         | 23 | 3  | 8 | 0 |
| G. Weah          | 10 | 1  | 2 | 0 |
| A. Wüthrich      | 11 | 3  | 4 | 1 |
| A. Zbinden       | 9  | 0  | 1 | 0 |
| R. Zingarelli    | 5  | 1  | 2 | 0 |